# Weller Four Seat Touring

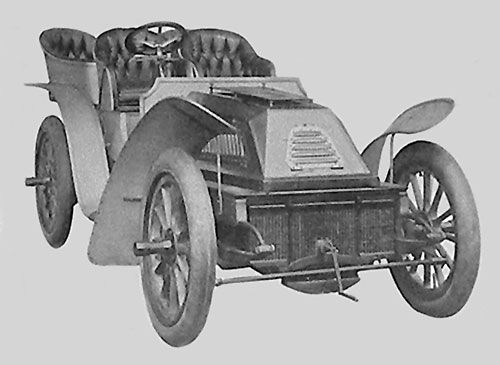
Weller Four Seat Touring

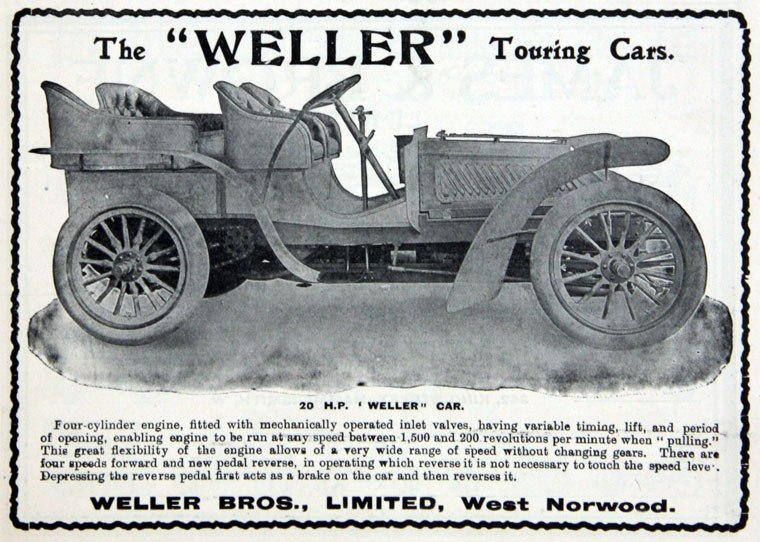
Weller Four Seat Touring

Weller Four Seat Touring — автомобиль, известный так же как Weller 10HP Touring Car, Weller 20HP Touring Car или просто Weller — был первым автомобилем, спроектированным Джоном Веллером, будущим «отцом» компании AC Cars

## История
Началось все благодаря поддержке бизнесмена Джона Портвейна. Совместно с которым братья Веллер учредили фирму Weller Brothers Ltd. в 1901 году, в Вест-Норвуд, ныне южной окраине Лондона. Фирма занималась выпуском мотоциклов, ремонтом и обслуживанием мотоциклов и машин марки De Dion-Bouton.
Набравшись опыта, Джон Веллер создал свой первый автомобиль, причем сразу замахнулся на высший класс. Первенец, 4-местный легковой автомобиль дебютировал в начале 1903 года на Британском международном автосалоне (стенд № 189). Судя по документам на выставке были представлены два экземпляра автомобиля, в версиях 10HP и 20HP. По крайне мере, в издании Autocar от 31 Января 1903 года стенды компании описаны так:
Stand Nos. 189 & 190. WELLER BROS., Ltd., Norwood Road, and Thomas Place, West Norwood, S.E.
- One 20 h.p. Weller Touring Car.
- One 10 h.p. Weller Touring Car.
- Four 1.75 h.p. Weller Motor Bicycle.
- Four 2.25 h.p. ditto.
- One Weller Motor Bicycle, with new saddle and foot-rest attachment, and spring handle bars.
- One 5 h.p. Weller Single-Cylinder Engine, developing 8 h.p. on the brake.
- Component parts of the Company’s various size motors.
- New Weller Flexible Universal Joints.[3]

## Конструкция

### Кузов
Автомобиль имел рамную конструкцию (как у автомобилей De Dion-Bouton), с длинной базой, что вкупе с другими конструкторскими решениями позволило получить низкий центр тяжести. Двигатель, радиатор, выхлопная система и коробка передач монтировались на подрамник. Кузов был открытый, классической для тех времен конструкции: деревянный каркас, обшитый железом. Так как в те времена дороги в основном были грунтовыми, автомобиль получил широкие крылья для защиты от грязи и пыли. Доступ к задним креслам был не сбоку как нам привычно, а сзади. В описаниях автомобиля упоминаются две карбидные фары, но на сохранившихся фотографиях и иллюстрациях их нет. Необычным решением для тех лет было установка рулевого колеса. Рычаг переключения передач находился снаружи, под правой рукой водителя.

### Двигатель и трансмиссия
Автомобиль планировали выпускать с двумя двигателями собственной разработки с боковым расположением клапанов, англ. L-Head, Flathead, SV — Side-Valve. Первый был 2-цилиндровый мощностью примерно 10 л. с., второй 4-цилиндровый мощностью примерно 20 л. с. «Примерно» так как тогда приборы для измерения мощности были редкостью и мощность прикидывали на «глазок», учитывая количество цилиндров и диаметр цилиндров. Полученное значение округляли до ближайшего значения в налоговом кодексе.
Двигатели, можно сказать, были модульными, имели одинаковые поршневые группы, но разные корпуса, картера, распредвалы и коленвал. Двигатели имели водяное охлаждение. Коробка была 4-ступенчатой. Привод на колеса цепной.
Автомобиль получил колеса с деревянными дисками (12-спицевые спереди, 14-спицевые сзади) и пневматическими шинами. Колеса крепились к жестким осям. Подвеска была на рессорах, спереди и сзади.

## Судьба
Погоня за техническим совершенством привела к высокой себестоимости автомобиля. Отсутствие имени и спортивных побед, не позволило найти заказчиков на данный автомобиль, не помогло даже участие в автосалоне. Выставочные образцы остались единственными построенными экземплярами данного автомобиля. Судьба данных машин неизвестна, после 1904 года они пропали из вида. В 1952 году издание Autocar сообщало, что на свалке в городе Уэтсон вроде как видели похожий автомобиль, но информация не подтвердилась.